# Катрін Ліндаль
Катрін Ліндаль  (швед. Cathrine Lindahl, 26 лютого 1970) — шведська керлінгістка, дворазова олімпійська чемпіонка, дворазова чемпіонка світу.
Катрін грає другою в команді сестри Анетте Норберг.

## Кар'єра в керлінгу
Ліндал грала другим номером у команді своєї сестри Анетт Норберг, доки вони не розійшлися у 2010 році. Вони виграли золоті медалі на зимових Олімпійських іграх 2006 та 2010 років.
Ліндал не поїхала з командою на Чемпіонат світу з керлінгу серед юніорів 1989 та 1990 років, на останньому з них вона виграла срібну медаль, програвши Кірсті Еддісон з Шотландії. Наступного року вона була запасним гравцем шведської збірної, яку пропустила Єва Ерікссон, щоб завоювати золоту медаль. У 1991 році вона грала третьою за свою сестру на Чемпіонаті світу з керлінгу, де вони виграли бронзу. Того ж року на чемпіонаті Європи з керлінгу вона була другою в команді, яка виграла бронзу. У 1992 році команда поїхала на зимові Олімпійські ігри 1992 року, де посіла п'яте місце в показових змаганнях.
У 1997 році Ліндал не поїхала зі своєю командою на Чемпіонат світу, але команда посіла 5-е місце. У 2001 році вона повернулася до третього місця у складі своєї сестри, і вони виграли срібну медаль на Чемпіонаті світу. Після цього команда виграла наступні шість чемпіонатів світу. Ліндал перейшла на другу позицію на початку 2003 року. На додаток до шести чемпіонатів Європи, команда виграла бронзу на чемпіонаті світу у 2003 році, золото у 2005 році та олімпійську першість у 2006 році.
У 1997 році вона була введена до Зали слави шведського керлінгу.

## Виступи на Олімпіадах
| Олімпіада     | Дисципліна | Місце |
| ------------- | ---------- | ----- |
| Турин 2006    | керлінг    | 1     |
| Ванкувер 2010 | керлінг    | 1     |